# Châu Khê (phường)
Châu Khê là một phường thuộc thành phố Từ Sơn, tỉnh Bắc Ninh, Việt Nam.

## Địa lý
Phường Châu Khê nằm ở phía tây thành phố Từ Sơn, có vị trí địa lý:
- Phía đông giáp các phường Đình Bảng và Trang Hạ
- Phía tây và phía nam giáp thành phố Hà Nội
- Phía bắc giáp các phường Đồng Kỵ, Phù Khê và thành phố Hà Nội.

Phường Châu Khê có diện tích 4,98 km², dân số năm 2008 là 17.905 người, mật độ dân số đạt 3.598 người/km².

## Hành chính
Phường được chia thành 6 khu phố: Trịnh Xá, Trịnh Nguyễn, Đồng Phúc, Song Tháp, Đa Vạn và Đa Hội.

## Lịch sử
Trước đây, Châu Khê là một xã thuộc huyện Từ Sơn.
Ngày 24 tháng 9 năm 2008, Chính phủ ban hành Nghị định 01/NĐ-CP. Theo đó, chuyển huyện Từ Sơn thành thị xã Từ Sơn và thành lập phường Châu Khê thuộc thị xã Từ Sơn trên cơ sở toàn bộ 497,58 ha diện tích tự nhiên, 17.905 người của xã Châu Khê.
Ngày 1 tháng 11 năm 2021, thành lập thành phố Từ Sơn trên cơ sở toàn bộ diện tích và dân số của thị xã Từ Sơn, phường Châu Khê thuộc thành phố Từ Sơn như hiện nay.